# Needle
Needle es una película independiente de terror de 2010 dirigida por John V. Soto y protagonizada por Michael Dorman, Jessica Marais, Travis Fimmel, Trilby Glober, Ben Mendelsohn y Jane Badler.
Needle está estructurada como un misterio de asesinato, con seis pistas diferentes apuntando a uno de diez sospechosos; el trailer es intencionalmente engañoso. La película se estrenó en Cinefest OZ en agosto de 2010. Needle fue filmado en más de seis semanas, en perth, Western Australia. El director John V. Soto acredita influencias de películas como Hellraiser, Urban Legend y I Know What You Did Last Summer.

## Trama
Un asesino utiliza una máquina del siglo XVIII con poderes sobrenaturales para aterrorizar estudiantes en la Universidad Saint Mary.

## Elenco
- Michael Dorman como Ben Rutherford.
- Travis Fimmel como Marcus Rutherford.
- Tahyna Tozzi como Mary.
- Jessica Marais como Kandias.
- Trilby Glover como Isabel.
- Khan Chittenden como Jed.
- Luke Carroll como Nelson.
- Nathaniel Buzolic como Ryan.
- Jane Badler como la profesora Banyon.
- John Jarratt como Paul, el forense.
- James Hagan como Samuel Rutherford.
- Ben Mendelsohn como el detective Meares.
- Malcolm Kennard como el detective Reddick.
- Murray Bartlett como Tony Martin.
- Quinton George como Mr. Joshua.
- Caroline McKenzie como Eliza Shaw.
- Sam Longley como el entrenador de baloncesto.
- Igor Sas como el doctor Halmanay.